# Lukijan
Lukijan (grč. Λουϰıανός), (Samozata, danas Samsat u Turskoj, oko 115. – Atena, oko 180.) grčki retoričar i prozni pisac.
Od osamdesetak očuvanih spisa koji se danas pripisuju Lukijanu, desetak ih je dvojbene autentičnosti. Obično se razlikuju retorički spisi, dijalozi, menipski spisi, pamfleti i pripovjedna djela.
Danas se najboljim Lukijanovim djelom smatraju "Istinite pripovijesti" (Ἀληϑῆ δıηγήματα), "tipični Lukijanov žanrovski hibrid: mješavina parodije, menipske satire i znanstvenofantastične pripovijesti". Erazmo je svoju "Pohvalu ludosti" napisao nakon čitanja Lukijana.

## Djela
- Istinite pripovijesti (Ἀληϑῆ δıηγήματα)
- Razbaštinjeni sin (Ἀποϰηρυτόμενος)
- Tiranoubojica (Τυραννοϰτόνος)